# Dark & Wild
Dark & Wild (estilizado como DARK & WILD) é o álbum de estúdio de estreia do grupo sul-coreano BTS, lançado através da Big Hit Entertainment em 19 de agosto de 2014. Ele contém 14 faixas, com "Danger"  como faixa-título. O grupo mais tarde promoveu "War of Hormone", outra faixa-título do álbum. Dark & Wild foi o décimo quarto album mais vendido na Coreia do Sul em 2014.

## Preparações e lançamento
Em 30 de julho de 2014, a Big Hit Entertainment lançou um relógio com uma contagem regressiva no site oficial do BTS, e em 5 de agosto de 2014, foi lançado um vídeo intitulado "방탄소년단 'DARK & WILD' Comeback Trailer" no YouTube que contou com cenas contrastantes. Uma cena do trailer contou com um paraíso em uma floresta, enquanto outra cena mostrou estruturas abandonadas em preto e branco acompanhada de letras de um verso do líder RM. Em 7 de agosto de 2014, a companhia divulgou o primeiro teaser com fotos para o novo álbum de estúdio do BTS. O BTS também lançou uma canção do álbum intitulada “Let Me Know” para streaming gratuito, que foi composta e produzida por Suga. A empresa mais tarde lançou a lista de faixas do álbum nas páginas oficiais do grupo no Facebook e Twitter. Foi confirmado que teriam 14 faixas, com "Danger" circulada em vermelho, indicando que seria a faixa-título. A Big Hit Entertainment mais tarde lançou dois teasers do videoclipe do single "Danger". O BTS também lançou uma prévia de seu álbum na página do SoundCloud do grupo que apresentou trechos curtos das faixas que compunham o álbum com músicas com traços de hip-hop, sons de R&B e elementos de eletrônica intercalados. Em 21 de outubro, o BTS divulgou 19 fotos conceituais do seu segundo single intitulado: "War of Hormone", através de sua página oficial no Facebook e na conta do Twitter. O teaser do remix de "Danger" foi lançado em 13 de novembro como resultado da colaboração com o cantor vietnamita, Thanh Bùi.

## Videoclipes
Em 19 de agosto de 2014, o videoclipe de "Danger" foi lançado no Youtube. Ele mostra o grupo vestido de preto, dançando uma coreografia num túnel subterrâneo e em um armazém com carrinhos de supermecado em chamas. O videoclipe de "War of Hormone" foi publicado no YouTube em 21 de outubro, sem divulgação prévia do BTS. O videoclipe mostra os garotos vestidos em roupas retrô, também conta com os membros dançando num set ao ar livre. A Zanybros produziu o vídeoclipe de "War of Hormone". Para ambos, "Danger" e "War of Hormone", o grupo usou coreografias criadas por Son Sungdeuk. Um mês depois, a versão remixada do videoclipe de "Danger", uma colaboração com o cantor e compositor vietnamita, Thanh Bùi, foi lançado. O videoclipe de "Danger" foi produzido e dirigido pela Lumpens e pela GDW.

## Promoções
O BTS realizou uma coletiva de imprensa e um showcase de retorno em 19 de agosto de 2014, performando "Danger", "War of Hormone" e "Let Me Know". O grupo mais tarde continuou com a promoção do álbum em vários programas musicais sul-coreanos a partir de 21 de agosto, enquanto promovia com o single "Danger". O BTS continuou com as promoções do álbum com "War of Hormone" em 23 de outubro logo após o lançamento de seu videoclipe no YouTube, durante sua turnê. Em 17 de outubro, o grupo concluiu a primeira metade da tour de shows para a promoção do álbum, intitulada BTS Live Trilogy Episode II: The Red Bullet, no estádio AX-Korea como sendo o primeiro local de shows e terminou em 20 de dezembro em Bangkok.

## Desempenho comercial
Ambos singles de Dark & Wild entraram no chart World Digital Songs da Billboard em diferentes semanas. O álbum estreou em 2º lugar no chart Gaon Weekly Chart na terceira semana de agosto de 2014. O álbum, em seguida, ficou em 3º lugar no chart Gaon Monthly Chart para o mês de agosto. O álbum também ficou em terceiro lugar na World Albums e em 27º lugar na Top Heatseekers. Esta foi a segunda vez que a BTS entrou com seu álbum na Billboard, e ficou no Billboard World Albums Charts com um total de 11 semanas não consecutivas. O álbum também ganhou na categoria Album Division no Golden Disc Awards em 2015. Dark & Wild foi o décimo quarto álbum mais vendido do South Korea Gaon Album Chart em 2014.

## Lista de músicas
Todos os créditos das músicas são adaptados da base de dados do Korea Music Copyright Association.
| N.º            | Título                                                                              | Produtor                  | Duração |  |
| 1.             | "Intro: What am I to You"                                                           | Pdogg RM                  | 2:45    |  |
| 2.             | "Danger"                                                                            | Pdogg                     | 4:05    |  |
| 3.             | "호르몬 전쟁" (Horeumon Jeonjaeng / War of Hormone)                                 | Pdogg                     | 4:26    |  |
| 4.             | "힙합성애자" (Hibhabseong-aeja / Hip Hop Lover)                                     | Pdogg                     | 4:17    |  |
| 5.             | "Let Me Know"                                                                       | SUGA Pdogg                | 4:15    |  |
| 6.             | "Rain"                                                                              | Slow Rabbit               | 4:25    |  |
| 7.             | "BTS Cypher Pt. 3: Killer"                                                          | Supreme Boi               | 4:28    |  |
| 8.             | "Interlude:뭐해" (Interlude: Mwohae / Interlude: What Are You Doing)                | Slow Rabbit               | 0:42    |  |
| 9.             | "핸드폰 좀 꺼줄래" (Haendeupon jom kkeojullae / Would You Turn off Your cellphone?) | Pdogg                     | 3:54    |  |
| 10.            | "이불킥" (I-bul kkig / Blanket Kick)                                                | "Hitman" Bang Shawn Pdogg | 4:02    |  |
| 11.            | "24/7=Heaven"                                                                       | Pdogg                     | 3:46    |  |
| 12.            | "여기 봐" (Yeogi-bwa / Look Here)                                                   | Lee Ho Hyoung             | 3:39    |  |
| 13.            | "2학년" (2 hagnyeon / 2nd Grade)                                                    | Pdogg                     | 3:55    |  |
| 14.            | "Outro: 그게 말이 돼?" (Outro: Geuge mal-i dwae? / Outro: Does that make sense?)    | SiMo Supreme Boi          | 2:53    |  |
| Duração total: | Duração total:                                                                      | Duração total:            | 51:36   |  |

## Charts
| Chart (2014)                      | Posição |
| --------------------------------- | ------- |
| Coreia do Sul (Gaon Album Chart)  | 2       |
| US (Billboard World Albums Chart) | 3       |
| US (Top Heatseekers)              | 27      |

| Chart (2014)                     | Posições |
| -------------------------------- | -------- |
| Coreia do Sul (Gaon Album Chart) | 3        |

| Chart                                 | Posição |
| ------------------------------------- | ------- |
| Coreia do Sul 2014 (Gaon Album Chart) | 14      |
| Coreia do Sul 2015 (Gaon Album Chart) | 68      |
| Coreia do Sul 2016 (Gaon Album Chart) | 74      |
| Coreia do Sul 2017 (Gaon Album Chart) | 82      |
| Coreia do Sul 2018 (Gaon Album Chart) | 67      |

| Billboard World Digital Songs (2014) | Posição |
| ------------------------------------ | ------- |
| "Danger"                             | 7       |
| "War of Hormone"                     | 11      |

## Vendas e certificações
| Chart                | Vendas   |
| -------------------- | -------- |
| Coreia do Sul (Gaon) | 274,324+ |

## Prêmios e indicações

### Cerimônias de premiação musical
| Edição     | Cerimônia          | Prêmio         | Resultado | ref    |
| ---------- | ------------------ | -------------- | --------- | ------ |
| 29º (2015) | Golden Disc Awards | Album Division | Venceu    | [ 43 ] |

## Histórico de lançamento
| País          | Data                                           | Formato             | Gravadora                                          |
| ------------- | ---------------------------------------------- | ------------------- | -------------------------------------------------- |
| Coreia do Sul | 20 de agosto de 2014                           | CD Download digital | Big Hit Entertainment LOEN Entertainment           |
| Vários        | 20 de agosto de 2014                           | Download digital    | Big Hit Entertainment LOEN Entertainment           |
| Taiwan        | November 21, 2014 (Edição de Taiwan)           | CD Digital download | Big Hit Entertainment CJ E&M Universal Music Group |
| Taiwan        | 8 de março de 2015 (Edição limitada de Taiwan) | CD Digital download | Big Hit Entertainment CJ E&M Universal Music Group |
| Japão         | 18 de março de 2015 (Edição Japonesa)          | CD                  | Big Hit Entertainment Pony Canyon                  |